# Felipe Vizeu
Felipe dos Reis Pereira Vizeu do Carmo (Três Rios, Estado de Río de Janeiro, 12 de marzo de 1997) es un futbolista brasileño. Juega como delantero y su equipo es el Sporting Cristal de la Liga 1 de Perú.

## Selección nacional

### Trayectoria
Felipe ha sido parte de la selección de Brasil en la categoría sub-20.
Fue convocado por primera vez a la sub-20 para entrenar una semana en abril y ser observado por el entrenador Rogério Micale junto a su cuerpo técnico. Jugaron un partido de práctica contra Vasco da Gama y ganaron 3 a 0.
Quedó fuera de los primeros amistosos internacionales, sus compañeros viajaron a Corea del Sur para ser parte de un cuadrangular.
Felipe fue uno de los cuatro suplentes que la CBF envió a FIFA para ser parte de la selección olímpica de Brasil en caso de lesión. Brasil logró el título de los Juegos Olímpicos de Río 2016 al vencer a Alemania en la final, y posteriormente Vizeu recibió una medalla de oro.
Para la siguiente gira de la sub-20, volvió a ser considerado y viajó a Europa para jugar contra la selección inglesa una serie de amistosos. En el primer partido empataron 1-1 pero no tuvo minutos.
Debutó con la canarinha el 4 de septiembre de 2016, fue titular contra Inglaterra y ganaron 2 a 1.
En la siguiente convocatoria, fue citado para jugar un cuadrangular internacional en Chile. Primero se enfrentaron a Ecuador, ganaron 3 a 0 pero no tuvo participación.
En el segundo juego de la Copa Ciudad de la Independencia, jugaron el clásico ante Uruguay, al minuto 30 Felipe anotó su primer gol con Brasil, antes de finalizar el primer tiempo le quedó un penal a favor de los uruguayos, remató Nicolás Schiappacasse pero Lucas Perri lo detuvo. Para la segunda mitad, su compañero Giovanny estiró la ventaja con un gol a los 5 minutos, ya en tiempo cumplido Carlos Benavídez acortó distancias pero el juego finalizó 2-1. Tuvo como rivales a jugadores como Rodrigo Amaral, Diego Rossi y Agustín Sant'Anna.
Para el último partido, se enfrentaron al local, Chile, Vizeu anotó un gol al minuto 32, pero en el segundo tiempo los chilenos empataron el juego, finalizaron 1-1, lo que significó el título para Brasil. Felipe jugó los dos partidos finales como titular y anotó dos goles.
Finalmente, el 7 de diciembre de 2016, fue confirmado en la lista oficial por Rogério Micale para defender la selección de Brasil en el Campeonato Sudamericano Sub-20 de 2017.

### Participaciones en juveniles
En cursiva las competiciones no oficiales.
| Competición                                    | Sede    | Resultado     | Partidos | Goles |
| ---------------------------------------------- | ------- | ------------- | -------- | ----- |
| Copa Ciudad de la Independencia Sub-19 de 2016 | Chile   | Campeón       | 2        | 2     |
| Campeonato Sudamericano Sub-20 de 2017         | Ecuador | Quinto puesto | 8        | 4     |

### Detalles de partidos
| Con Brasil sub-20 | Con Brasil sub-20 | Con Brasil sub-20    | Con Brasil sub-20       | Con Brasil sub-20        | Con Brasil sub-20                        | Con Brasil sub-20 | Con Brasil sub-20 |
| N°                | Rival             | Resultado            | Fecha                   | Lugar                    | Competencia                              | Goles             |                   |
| ----------------- | ----------------- | -------------------- | ----------------------- | ------------------------ | ---------------------------------------- | ----------------- | ----------------- |
| 1                 | Inglaterra        | 1:2 (0:2) (2:3 pen.) | 4 de septiembre de 2016 | Kidderminster Inglaterra | Amistoso                                 | -                 |                   |
| 2                 | Uruguay           | 2:1 (1:0)            | 14 de octubre de 2016   | Talca · Chile            | Amistoso Copa Ciudad de la Independencia | 30'               |                   |
| 3                 | Chile             | 1:1 (0:1)            | 16 de octubre de 2016   | Talca · Chile            | Amistoso Copa Ciudad de la Independencia | 31'               |                   |
| 4                 | Ecuador           | 0:1 (0:0)            | 18 de enero de 2017     | Riobamba · Ecuador       | Campeonato Sudamericano Fase de grupos   | 52'               |                   |
| 5                 | Chile             | 0:0                  | 20 de enero de 2017     | Riobamba · Ecuador       | Campeonato Sudamericano Fase de grupos   | -                 |                   |
| 6                 | Paraguay          | 3:2 (1:0)            | 22 de enero de 2017     | Riobamba · Ecuador       | Campeonato Sudamericano Fase de grupos   | 65'               |                   |
| 7                 | Ecuador           | 2:2 (0:2)            | 30 de enero de 2017     | Quito · Ecuador          | Campeonato Sudamericano Hexagonal final  | -                 |                   |
| 8                 | Uruguay           | 1:2 (1:0)            | 2 de febrero de 2017    | Quito · Ecuador          | Campeonato Sudamericano Hexagonal final  | -                 |                   |
| 9                 | Venezuela         | 1:0 (0:0)            | 5 de febrero de 2017    | Quito · Ecuador          | Campeonato Sudamericano Hexagonal final  | 89'               |                   |
| 10                | Argentina         | 2:2 (1:1)            | 8 de febrero de 2017    | Quito · Ecuador          | Campeonato Sudamericano Hexagonal final  | 66' (pen.)        |                   |
| 11                | Colombia          | 0:0                  | 11 de febrero de 2017   | Quito · Ecuador          | Campeonato Sudamericano Hexagonal final  | -                 |                   |

## Estadísticas

### Clubes
Actualizado a 9 de agosto de 2025.
| C. R. Flamengo · Brasil | 1.ª           | 2016          | 15  | 5  | 9  | 3  | 1  | 0 | 1  | 0 | 26  | 8  |
| C. R. Flamengo · Brasil | 1.ª           | 2017          | 18  | 2  | 10 | 2  | 2  | 0 | 8  | 5 | 38  | 9  |
| C. R. Flamengo · Brasil | 1.ª           | 2018          | 5   | 3  | 6  | 0  | —  | — | 0  | 0 | 11  | 3  |
| C. R. Flamengo · Brasil | Total club    | Total club    | 38  | 10 | 25 | 5  | 3  | 0 | 9  | 5 | 75  | 20 |
| Udinese Calcio · Italia | 1.ª           | 2018-19       | 5   | 0  | —  | —  | 0  | 0 | —  | — | 5   | 0  |
| Udinese Calcio · Italia | Total club    | Total club    | 5   | 0  | 0  | 0  | 0  | 0 | 0  | 0 | 5   | 0  |
| Grêmio F.-B. P. A. · Brasil | 1.ª           | 2019          | 11  | 1  | 10 | 2  | 3  | 2 | 2  | 0 | 26  | 5  |
| Grêmio F.-B. P. A. · Brasil | Total club    | Total club    | 11  | 1  | 10 | 2  | 3  | 2 | 2  | 0 | 26  | 5  |
| Ajmat Grozni · Rusia | 1.ª           | 2019-20       | 7   | 1  | —  | —  | 0  | 0 | —  | — | 7   | 1  |
| Ajmat Grozni · Rusia | Total club    | Total club    | 7   | 1  | 0  | 0  | 0  | 0 | 0  | 0 | 7   | 1  |
| Ceará S. C. · Brasil | 1.ª           | 2020          | 11  | 2  | —  | —  | 3  | 0 | —  | — | 14  | 2  |
| Ceará S. C. · Brasil | 1.ª           | 2021          | 1   | 0  | 12 | 3  | 1  | 0 | 4  | 0 | 18  | 3  |
| Ceará S. C. · Brasil | Total club    | Total club    | 12  | 2  | 12 | 3  | 4  | 0 | 4  | 0 | 32  | 5  |
| Yokohama FC Japón | 1.ª           | 2021          | 13  | 2  | ―  | ―  | ―  | ― | ―  | ― | 13  | 2  |
| Yokohama FC Japón | 2.ª           | 2022          | 8   | 1  | ―  | ―  | 2  | 1 | ―  | ― | 10  | 2  |
| Yokohama FC Japón | Total club    | Total club    | 21  | 3  | 0  | 0  | 2  | 1 | 0  | 0 | 23  | 4  |
| F. C. Sheriff Tiraspol Moldavia | 1.ª           | 2022-23       | 6   | 2  | ―  | ―  | 0  | 0 | 4  | 0 | 10  | 2  |
| F. C. Sheriff Tiraspol Moldavia | Total club    | Total club    | 6   | 2  | 0  | 0  | 0  | 0 | 4  | 0 | 10  | 2  |
| Atlético Goianiense · Brasil | 2.ª           | 2023          | ―   | ―  | 9  | 2  | 1  | 1 | ―  | ― | 10  | 3  |
| Atlético Goianiense · Brasil | Total club    | Total club    | 0   | 0  | 9  | 2  | 1  | 1 | 0  | 0 | 10  | 3  |
| Criciúma E. C. · Brasil | 2.ª           | 2023          | 27  | 6  | ―  | ―  | ―  | ― | ―  | ― | 27  | 6  |
| Criciúma E. C. · Brasil | 1.ª           | 2024          | 17  | 2  | 16 | 5  | 4  | 0 | ―  | ― | 37  | 7  |
| Criciúma E. C. · Brasil | Total club    | Total club    | 44  | 8  | 16 | 5  | 4  | 0 | 0  | 0 | 64  | 13 |
| C. Remo · Brasil | 2.ª           | 2025          | 13  | 1  | 12 | 2  | 1  | 0 | ―  | ― | 26  | 3  |
| C. Remo · Brasil | Total club    | Total club    | 13  | 1  | 12 | 2  | 1  | 0 | 0  | 0 | 26  | 3  |
| Total carrera | Total carrera | Total carrera | 157 | 28 | 84 | 19 | 18 | 4 | 19 | 5 | 278 | 56 |
| (1)Incluidos los datos de la Copa de Brasil y Copa del Emperador. (2)Incluidos los datos de la Copa Sudamericana, Copa Libertadores y Liga Europa de la UEFA. |               |               |     |    |    |    |    |   |    |   |     |    |

### Selección
Actualizado al 11 de febrero de 2017.
Último partido citado: Colombia 0 - 0 Brasil
| Sub-20 · Brasil                                                  | 2016          | - | - | - | - | 3 | 2 | 3  | 2 |
| Sub-20 · Brasil                                                  | 2017          | 8 | 4 | - | - | 0 | 0 | 8  | 4 |
| Sub-20 · Brasil                                                  | Total sel.    | 8 | 4 | - | - | 3 | 2 | 11 | 6 |
| Total carrera                                                    | Total carrera | 8 | 4 | - | - | 3 | 2 | 11 | 6 |
| (1)Incluidos los datos del Campeonato Sudamericano Sub-20 (2017) |               |   |   |   |   |   |   |    |   |

### Resumen estadístico
|                            | Partidos | Goles | Promedio |
| -------------------------- | -------- | ----- | -------- |
| Liga                       | 15       | 5     | 0,33     |
| Estatal                    | 9        | 3     | 0,33     |
| Copas nacionales           | 1        | 0     | 0,00     |
| Copas internacionales      | 1        | 0     | 0,00     |
| Selección de Brasil sub-20 | 11       | 6     | 0,54     |
| Total                      | 37       | 14    | 0,37     |

## Palmarés

### Torneos estatales
| Título                 | Club                | Estado             | Año  |
| ---------------------- | ------------------- | ------------------ | ---- |
| Campeonato Carioca     | C. R. Flamengo      | Río de Janeiro     | 2017 |
| Taça Guanabara         | C. R. Flamengo      | Río de Janeiro     | 2018 |
| Campeonato Gaúcho      | Grêmio              | Río Grande del Sur | 2019 |
| Recopa Gaúcha          | Grêmio              | Río Grande del Sur | 2019 |
| Campeonato Goiano      | Atlético Goianiense | Goiás              | 2023 |
| Recopa Catarinense     | Criciúma E. C.      | Santa Catarina     | 2024 |
| Campeonato Catarinense | Criciúma E. C.      | Santa Catarina     | 2024 |